# Ligne de Chagny à Dole-Ville
La ligne de Chagny à Dole-Ville est une ligne ferroviaire française qui reliait les gares de Chagny et de Dole. 
La ligne est aujourd'hui partiellement déposée ; quelques tronçons sont encore en usage pour le transport de marchandises.
Elle constitue la ligne no 865 000 du réseau ferré national.

## Histoire
La section d'Allerey à Dole a été concédée le 20 avril 1854 à la Compagnie du chemin de fer de Paris à Lyon qui deviendra la Compagnie des chemins de fer de Paris à Lyon et à la Méditerranée (PLM) le 11 avril 1857. La concession portait sur un chemin de fer de Chalon-sur-Saône à Dole (via Allerey).
La loi du 17 juillet 1879 (dite plan Freycinet) portant classement de 181 lignes de chemin de fer dans le réseau des chemins de fer d’intérêt général retient en no 115, une ligne de « Chagny, par Seurre, à un point à déterminer sur la ligne de Dôle à Dijon ».
La section de Chagny à Allerey a été déclarée d'utilité publique le 27 juillet 1880 (cette déclaration portait sur une ligne de Chagny à Auxonne par Allerey). Elle est concédée à la Compagnie des chemins de fer de Paris à Lyon et à la Méditerranée par une convention signée entre le ministre des Travaux publics et la compagnie le 26 mai 1883. Cette convention est approuvée par une loi le 20 novembre suivant.
La ligne a été ouverte à l'exploitation entre Allerey et Dole le 2 octobre 1871. La section de Chagny à Allerey a été ouverte le 12 juillet 1887.

### Dates de déclassement
- De Neublans - Petit-Noir à Tavaux (PK 55,500 à 71,850) : 26 juillet 1969[7] ;
- De Saint-Bonnet-en-Bresse à Neublans - Petit-Noir (PK 38,156 à 55,500) : 26 juillet 1973[8] ;
- De Chagny à Allerey (PK 3,555 à 21,750) : 20 mars 1978[9].

## Voie verte
Voie verte de Dole à Chaussin (10 km). Partie de la voie verte de la Bresse jurassienne en cours de réalisation[Quand ?] vers Lons-le-Saunier.